# Luis Denis
Luis Denis, vollständiger Name Luis María Denis, (* 19. oder 20. Jahrhundert) ist ein ehemaliger uruguayischer Fußballspieler.

## Karriere

### Verein
Mittelfeldakteur Denis spielte auf Vereinsebene mindestens 1935 und 1937 bis 1938 für die Montevideo Wanderers in der Primera División.

### Nationalmannschaft
Denis war Mitglied der A-Nationalmannschaft Uruguays, für die er zwischen dem 15. August 1934 und dem 18. Juli 1940 sieben Länderspiele absolvierte. Ein Länderspieltor erzielte er nicht. Er gehörte dem Aufgebot Uruguays bei der Südamerikameisterschaft 1935 an, bei der Uruguay den Titel gewann. Dort kam er in den Begegnungen mit Peru, Chile und Argentinien zum Einsatz. Ebenfalls 1935 nahm er mit Uruguay an der Copa Hector Gomez teil.

### Erfolge
- Südamerikameister: 1935